# 加費萊體育會
加費萊體育會（Gefle IF）是一間位於耶夫勒的瑞典足球會。球會名稱的串法是耶夫勒以前的名稱。加費萊成立於1882年12月5日，現正於瑞典足球超甲級聯賽角逐。

## 成就
- 瑞典足球超級聯賽:
  - 最高排名 (第九名): 2006
  - 最高排名 (第十名): 1934, 1983

## 外部連結
- Gefle IF - official site
- Sky Blues（页面存档备份，存于） - official supporter club site
- Himlen är ljusblå（页面存档备份，存于） - supporter site